# Бардіж Кіндрат Лукич
Кіндра́т Луки́ч Ба́рдіж (* 9 (21) березня 1868, Брюховецька, Катеринодарський округ, Кубанська область — † 9 березня 1918, Туапсе, Чорноморська губернія) — кубанський козачий отаман, урядовий діяч Кубанської Народної Республіки,  прибічник ідеї соборності українських земель.

## Життєпис
Кубанський козак зі станиці Брюховецької.
Був депутатом Державної Думи від козаків, а потім — комісаром Тимчасового уряду Керенського на Кубані.
Прибувши на Кубань, Бардіж змінив своє ставлення до царату та Російської імперії, вийшов з партії кадетів та став прихильником ідеї Соборності земель України, за що викликав ненависть до себе з боку російських сил та більшовиків.

Більшовицький історик Кубані Г.Ладоха в середині 20-х років писав: 
|  | Бардіж — самозакоханий та прозірливий політичний діяч. Будучи козаком та великим землевласником, крім того, він був ще й заурядним буржуазним ділягою. Засобами думських зв’язків він виклопотав собі посаду комісара Тимчасового уряду на Кубані. Розтікаючись медовими промовами та зверненнями, він одразу повів таку архібуржуазну бюрократичну лінію, що викликав навіть протести своїх політичних однодумців… Вся наступна діяльність цього ланцюгового пса буржуазного ладу при всій своїй топорності відрізнялася витримкою… |

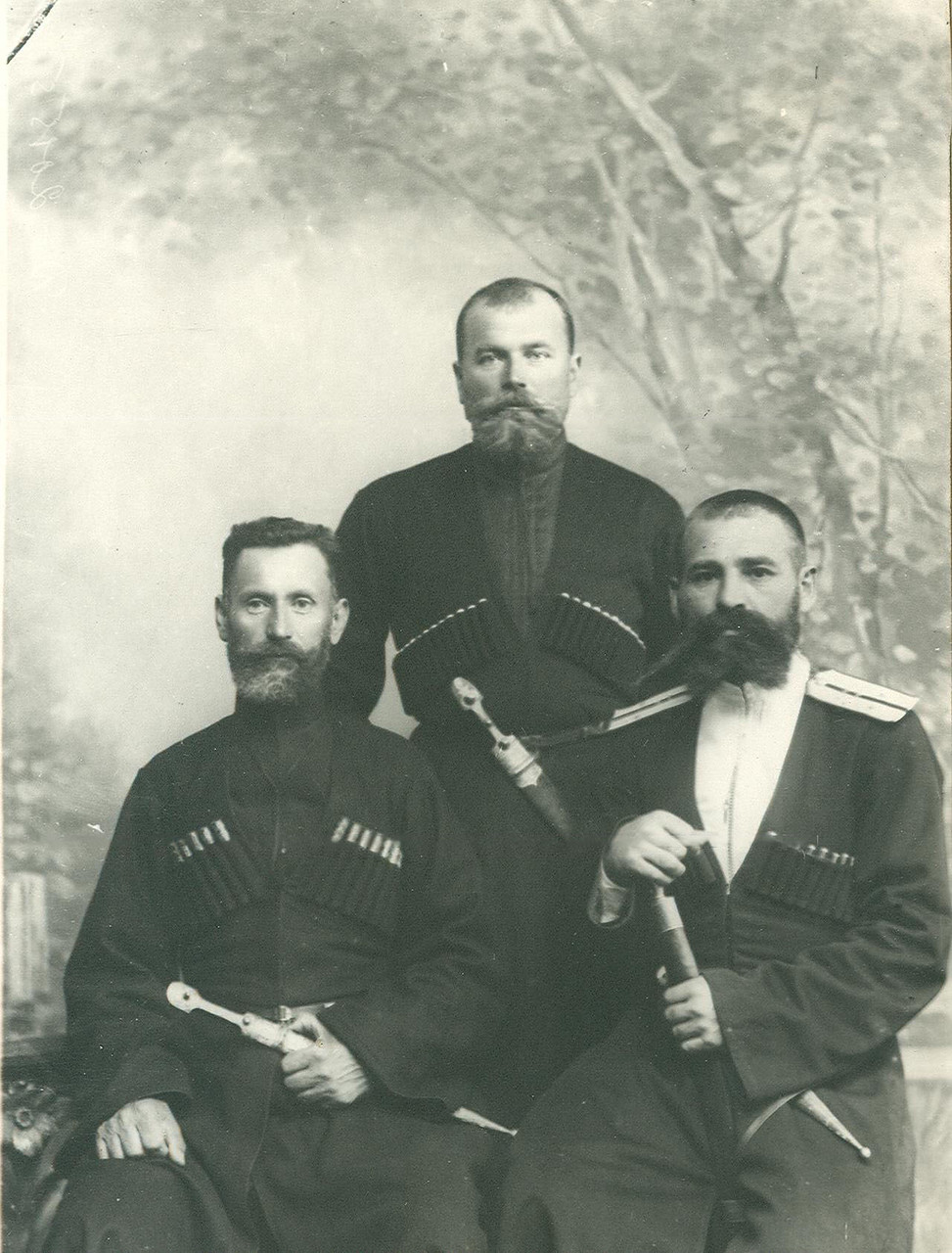
Депутати 1-ї Думи кубанські козаки: Никифор Кочевський, Петро Гришай та Кіндрат Бардіж.

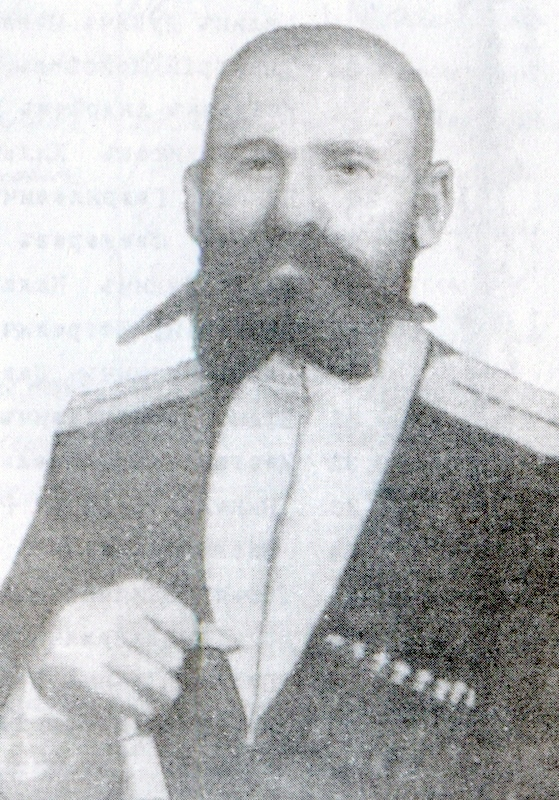

Бардіж був ініціатором проведення у Катеринодарі у березні 1917 року козацької маніфестації під синьо-жовтими прапорами, а 2 червня — антиленінської демонстрації у місті. Ян Полуян, один з більшовицьких керівників у Катеринодарі, вважав Бардіжа своїм ворогом номер один. Восени 1917 року українці висували Бардіжа на посаду Кубанського Військового Отамана, але через непорозуміння між українцями було обрано О. П. Філімонова.
Бардіж та два його сини – сотник Віанор і хорунжий Микола Бардіжі – сформували з кубанського козацтва Гайдамацький і Чорноморські коші, загальною чисельністю 5000 багнетів і шабель, які, за задумом Бардіжа, мали стати підмурівком збройних сил Кубані. Вільні козаки провели успішну операцію з очищення Чорноморсько-Кубанської залізниці від більшовиків. Пропагував ідею соборності українських земель. На цьому ґрунті увійшов у конфлікт із денікінським генералом Покровським.
Під час більшовицької окупації Бардіж на чолі загону намагався разом із синами прорватися через гори до Грузії. Проте потрапили у засідку в р-ні Архипо-Осипівки. 
9 березня 1918 р., в день свого п'ятдесятиліття, Бардіж був розстріляний більшовиками на баржі коло Південного молу порту Туапсе. Перед тим як стратити Кіндрата Бардіжа, більшовики на його очах розстріляли синів. У грудні 1919 р. тіла Бардіжів були перепоховані біля Вознесенської церкви в Катеринодарі. Козак-лінієць Д. Скобцов, голова Військової ради,  писав у своїх мемуарах: «В особі Кіндрата Лукича Бардіжа відійшла у вічність прецікава і колоритна фігура, яка перекидала місток від метушливо-кривавої сучасності до минулого запорозького степового лицарства».
| українська персоналія | Це незавершена стаття про особу, що має стосунок до України. Ви можете допомогти проєкту, виправивши або дописавши її. |